# أوسكار فيغيروا
أوسكار فيغيروا (بالإسبانية: Óscar Figueroa) هو رباع كولومبي، ولد في 27 أبريل 1983 في Zaragoza, Antioquia ‏ في كولومبيا.

## وصلات خارجية
- أوسكار فيغيروا على موقع الاتحاد الدولي (الإنجليزية)
- أوسكار فيغيروا على موقع مشروع نتائج رفع الأثقال الدولية (الإنجليزية)
- أوسكار فيغيروا على موقع IAT Database Weightlifting (الألمانية)
- أوسكار فيغيروا على موقع اللجنة الأولمبية الدولية (الإنجليزية)
- أوسكار فيغيروا على موقع أوليمبيديا (الإنجليزية)